# 灰头白喉林䳍
，是䳍形目䳍科的一种鸟类。

## 特征
灰头白喉林䳍体重约540克，翼长约187毫米，嘴峰长约35.3毫米，喙宽度约4.6毫米，喙厚度约5.8毫米，跗蹠长约63.5毫米，尾长约56毫米。灰头白喉林䳍在其分布区内为留鸟，其栖息在密集的高大的树木组成的森林中。食性为草食性。

## 亚种
- ：分布于秘鲁西北部的安第斯山脉。
- ：分布于秘鲁中部到玻利维亚的安第斯山脉。[4]